# Himnusz
A himnusz dicsőítő és magasztaló ének.
Eredetileg vallásos jellegű, Istent vagy isteni hatalma(ka)t dicsőítő, hozzá(juk) segítségért fohászkodó, imaszerű lírai műfaj. Tárgya és alkalma tehát eredetileg valamely istenség vagy Isten dicsérete, megnyerése és magasztalása. A vallásos költészet egyik legrégibb műfaja, az ősi kultúrákban mindenhol fellelhető. Közeli rokona az irodalmi ima műfaja.

## Etimológia
Az elnevezés eredete a görög ὕμνος (hümnosz) (dicsőítő ének) jelentésű – kifejezésre, illetve latinos hymnus változatára vezethető vissza. 

## Fajtái
Fajtái:
- Szakrális himnusz

A szakrális himnuszénekek szövegei az emberiség legrégebbi írásos dokumentumai közé tartoznak (pl. óegyiptomi istenhimnuszok, sumér-akkád isten- és királyhimnuszok).
- Nemzeti himnusz

## Jellemzői
Az ókori görög líra óta hagyományozódnak a műfaj szerkezeti sajátosságai: a megszólítás, a tárgy megnevezése; az érvelő rész (az istenség tetteinek, tulajdonságainak felsorolásával); a zárás (visszatérés a felvetéshez, de már az érvelés hatásának bizonyosságával) – ezt a szerkezeti megoldást szokás ABA-formának nevezni.
A himnuszköltészet a középkorban élte virágkorát, része lett a vallási szertartásoknak, érintkezett az imaformákkal, és elősegítette a rímes-időmértékes verselés fejlődését.
A himnusz a későbbi korokban már nemcsak vallásos tartalmakat fejezett ki, hanem bármely bölcseleti mondanivalót; és a hagyományos szerkezeti keretek is fellazultak. Így végül az ódával csaknem azonos jelentésű fogalommá vált: szárnyaló lendületű költemény, amelyet szinte bármely tárgy, téma – elvont eszme, természeti jelenség, kiváló tulajdonságú ember, egy ország – magasztalására írhattak.